# 亞倫國際
亞倫國際集團有限公司（Allan International Holdings Ltd.，港交所：684）是一家以香港為基地的公司。

## 公司歷史
- 1963年在香港北角成立屬下第一家公司
- 1978年成立屬下另一家公司，以生產電動刀為主
- 1980年起生產塑膠模具
- 1987年往中國大陸廣東省淡水設廠
- 1992年11月10日集團在香港聯合交易所上市
- 1994年12月獲取ISO9001證書
- 2009年6月，惠州市新廠房擴建完成；同年12月淡水廠房停產

## 主要附屬公司
- 亞倫電業製造有限公司
- Allan International Limited
- 亞倫工模製造有限公司
- 亞倫塑膠廠有限公司
- 亞倫玩具製品有限公司
- 亞倫工業科技（惠州）有限公司
- 雅美工業（惠陽）有限公司
- 雅美工業有限公司
- 康倫電業製造有限公司
- Electrical Investments Limited
- 卓茂投資有限公司
- 協進（香港）有限公司
- 佳鷹投資有限公司
- 長怡有限公司
- 惠陽協進電器製品有限公司
- 惠陽亞倫塑膠電器實業有限公司
- 嘉倫電業製造有限公司
- 藝成（遠東）塑膠五金廠有限公司
- Progress Associates Limited
- 南潤集團有限公司
- Total Profits Limited
- 華倫電業製造有限公司
- 有誠投資有限公司

資料來源：亞倫國際2009年至2010年年報

## 外部連結
- 亞倫國際官方網站 （页面存档备份，存于）